# Villers-Deux-Églises
Pour les articles homonymes, voir Villers.
Villers-deux-Églises (en wallon Vilé-l'-Djobin) est une section de la commune belge de Cerfontaine située en Wallonie dans la province de Namur.
C'était une commune à part entière avant la fusion des communes de 1977.

## Étymologie
Formes anciennes : Villari quod dicitur ad duas ecclesias (1018), Ecclesiam de Villare (1177).
Djobin est le gentilé wallon des habitants de Villers-deux-Églises. Il signifie au sens propre « paroissien de Saint-Job ».

## Géographie
Ancienne commune bornée au Nord par Daussois, au Nord-Est par Jamiolle, à l’Est par Philippeville, au Sud-Est et au Sud par Neuville, au Sud-Ouest par Senzeilles, et à l’Ouest par Soumoy.
Superficie : 997 ha — Population : 432 habitants fin 2016 — Altitude au seuil de l’église : 257 m. La commune est bordée à l’est par la Nationale 40 (Arlon-Mons).

## Évolution démographique
- Source: DGS, 1831 à 1970=recensements population, 1976= habitants au 31 décembre

## Histoire
Un des 23 villages wallons portant le nom de "Villers"  qui signifie partie d’un domaine démembré (villa : domaine; villare : partie d’une villa), caractérisé ici par les deux églises (du XIe au XVIe siècle).
En 1850, on a mis au jour, au lieudit Frégiveau, une nécropole comprenant environ 160 sépultures à ustion (ou incinération) de Belgo-Romains.
En 1888, on a exhumé au mont 14 tombes de l'époque romaine, certaines circulaires et d'autres de 50/70 cm sur 40/50 cm de largeur. Elles ont donné deux grands bronzes, des plateaux portant le sigle Priscus, sept monnaies, douze fibules ou épingles, deux petites roues en bronze et 36 vases en poterie.
En 1018, l'empereur Henri II confirme à l'abbaye Saint-Jean de Florennes la possession de la 5e partie de Villare que dicitur ad duas ecclesias ou Villers dit à deux églises. La même année, le domaine de Quellon — actuellement un champ et un bois — dépendant de Villers, est échangé entre l’abbaye d’Hautmont (en France) et celle de Florennes, qui lui cède Sivry. Le 24 janvier 1532, on note qu’il existe (encore) une « terre du moustier de Coylon tenant audit moustier » c'est-à-dire à une église.
Des membres de la maison de Morialmé, enfants de Godescalc de Jauche (bientôt appelé de Morialmé) et d’Alpaïde de Morialmé vont céder à des abbayes les biens qu’ils possèdent dans le village  :
— à l’abbaye de Florennes : Berthe, épouse de Gérard de Vierves, son alleu de Villers et la moitié de l’église Saint-Pierre, en 1147; son frère, Philippe de Tinlot, cède également sa part du village, en 1164;
— à l’abbaye de Floreffe : Gérard, moine de cette abbaye, son alleu de Villers, en 1155; Emma, dame de Senzeilles, épouse de Simon de Thiméon, l’autre église dédiée à saint Martin, en 1170.
Cette dernière « estoit entierement ruineusse et caducque », l'abbé de Floreffe en décide la démolition en 1588.
Le village fait partie de la principauté de Liège.
Quatre seigneuries se partagent le territoire de Villers, celles
- de Saint-Jean, dépendance de l’abbaye de Florennes ;
- du seigneur de Florennes, avoué de ladite abbaye ;
- de Sainte-Marie ou du Traigneaux ;
- du Chevalier, qui appartenait à la famille d’Yves[5].

En 1793, la commune devient pour une petite période la commune-pilote d’une administration municipale de canton comprenant Daussois, Jamiolle, Silenrieux, Yves et Saint-Lambert, dans le cadre du district de Couvin et du département des Ardennes.
Le 25 août 1914, les envahisseurs allemands mettent le feu à deux maisons et traitent les habitants brutalement.
Le 15 mai 1940, la 7e Panzer ou division blindée de Rommel traverse le village. Heureusement, on ne doit pas déplorer de victimes civiles durant tout le conflit : aussi, en reconnaissance, la commune érige-t-elle en 1946 une statue au saint patron de la paroisse. (voir photo).

## Patrimoine et folklore

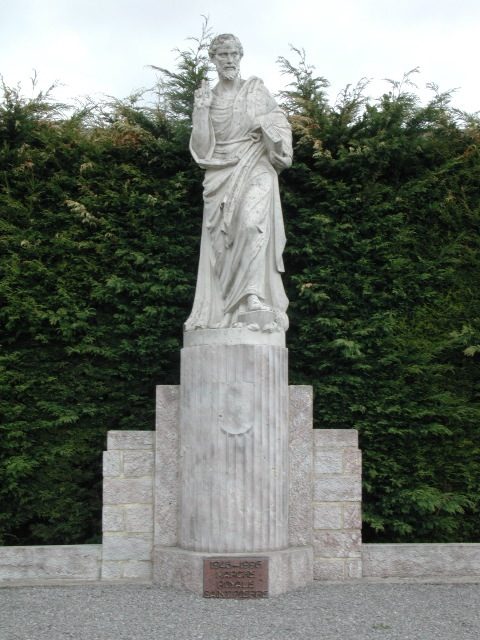
Statue de saint-Pierre.

### Patrimoine bâti
- Église dédiée à saint Pierre : belle église néogothique en pierre (1891-1892). Vitraux modernes remarquables. Six pierres tombales du XVIIIe siècle dans le porche[8].
Statues de Notre-Dame de Beauraing en cuivre repoussé de Philippe Denis, 1er prix 1954 de dinanderie (à l’emplacement de l’ancienne église Saint-Martin) et de saint Pierre, patron de la paroisse (1946), (statue en pierre de France, socle en marbre rouge du lieu), due à Hector Brognon (à l’embranchement de deux chemins vers Philippeville ; voir photo).

- Chapelle du cimetière, petit édifice élevé en 1867 en style néo-classique[9], rue de Jamiolle.
- Ferme de Traigneaux, rue du Traigneaux, (XVIIIe siècle)[10].

### Folklore
Marche militaire et folklorique en l’honneur de Saint-Pierre (le dimanche 29 juin ou le dimanche qui suit cette date) reconnue le 5 décembre 2012 par l’Assemblée générale de l’Unesco comme patrimoine immatériel de l’humanité (avec 14 autres marches de l’Entre-Sambre-et-Meuse, dont celle de Silenrieux, dans l’entité de Cerfontaine).

## Économie
Extraction ancienne de minerai de fer et de marbre rouge au Traigneaux. Cette carrière a fourni dans la seconde moitié du XVIIIe siècle du marbre pour la décoration des abbayes de Braine et Coincy, dans l’Aisne, de Saint-Martin de Compiègne, dans l’Oise, ainsi qu’à Mariemont, à l’abbaye de Bonne-Espérance et à son refuge à Mons. Ainsi, entre 1769 à 1784, les livraisons du marbre de Traigniaux par Pierre Thomas, de Rance, représentaient 8 % de ses 900 livraisons vers la France principalement, soit des tables, des tranches, des cheminées. Aujourd’hui désaffectée, elle sert de centre de plongée sous-marine.
Aucune industrie, quelques artisans et éleveurs de bovins.
Ferme d'après l'vallée  : produits du terroir (lait, fromage) mais aussi d'autres produits d'épicerie.